# Тверца
Тверца́ — река в Тверской области России, левый приток Волги. Длина — 188 км, площадь водосборного бассейна — 6510 км². Входит в состав Вышневолоцкой водной системы, относится к Верхневолжскому бассейновому округу, частично судоходна. Древние истоки осушены и застроены. По берегам множество памятников археологии и архитектуры.

## Этимология
Этимология гидронима, возможно, восходит от финского тихкуа — «течь, просачиваться» или вепсского верь — «лесной». По мнению В. А. Никонова, гидроним произошёл от названия возникшего в устье реки города, что подтверждается словообразовательным строением в виде аффикса, указывающего на производность. Однако прежняя форма гидронима Тверца — Тьхверь, Тферь — ставит под сомнение его вторичность по отношению к ойкониму. Также вероятна связь со значением «крепость» (пол. twordza), «ограда» (лит. tvora), нельзя исключать и финское происхождение. Лингвист В. П. Нерознак считал древнерусское название реки Тьхверь исходной базой для именования города.

## Гидрография

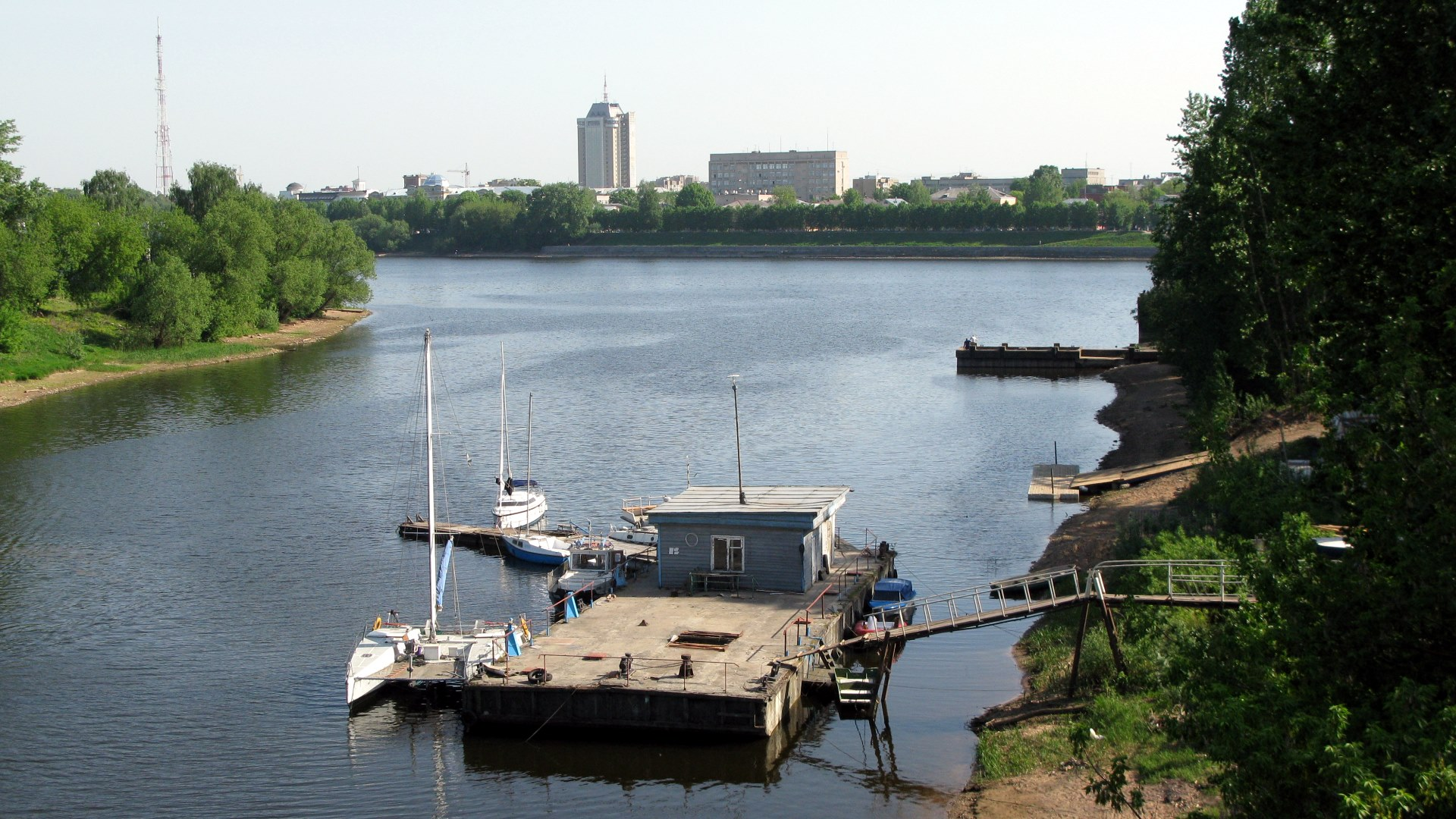
Тверь. Устье реки Тверцы. 2014 г.

Древние истоки реки в районе современного Вышнего Волочка были осушены и застроены, и нынешним истоком принято считать её выход из Старотверецкого канала (2,9 км), соединяющего Тверцу через Цну с Вышневолоцким водохранилищем. Протекает в юго-восточном направлении по территории Вышневолоцкого городского округа; Спировского, Торжокского и Калининского районов; городов Торжка и Твери. В городской черте последней впадает в Волгу в 3084 км от её устья.
Длина — 188 км, площадь бассейна, без учёта водосбора Вышневолоцкого водохранилища, из которого в Тверцу попадает до 80 % стока Цны, — 6510 км². По этим показателям река является 16-м по площади бассейна и 26-м по длине притоком Волги. В бассейне насчитывается 269 озёр и водохранилищ суммарной площадью 13,6 км²; лесистость бассейна составляет 45 %, болотистость — 3 %. Тверца входит в состав Вышневолоцкой водной системы.
В верхнем течении Тверца сильно петляет, встречаются перекаты и мели, долина широкая, слабо врезанная, заболоченная, ширина русла — до 20 м, ширина поймы — до 180 м. Ниже посёлка Белый Омут река становится более полноводной и не такой извилистой, населённых пунктов немного. За Торжком меняет направление с меридионального на широтное и, уходя на восток, течёт по покрытой хвойными и смешанными лесами равнине, стремясь к Волге практически параллельно ей и её левому притоку — реке Тьме; долина имеет ширину 300—400 м, ширина русла — 30—50 м, ширина поймы — до 80 м, высота берегов — до 20—25 м, течение очень быстрое, чередуются мели и перекаты.
В нижнем течении долина имеет расплывчатую форму, пойма шириной 200—300 м сливается с надпойменной террасой, ширина русла в 9-километровой зоне подпора от Волги — 80 м. Глубина на плёсах составляет 1,5—4,5 м, на перекатах — менее 0,5 м. В русле встречаются пороги (Лось, Бабий, Прутенский, Ямской и др.).

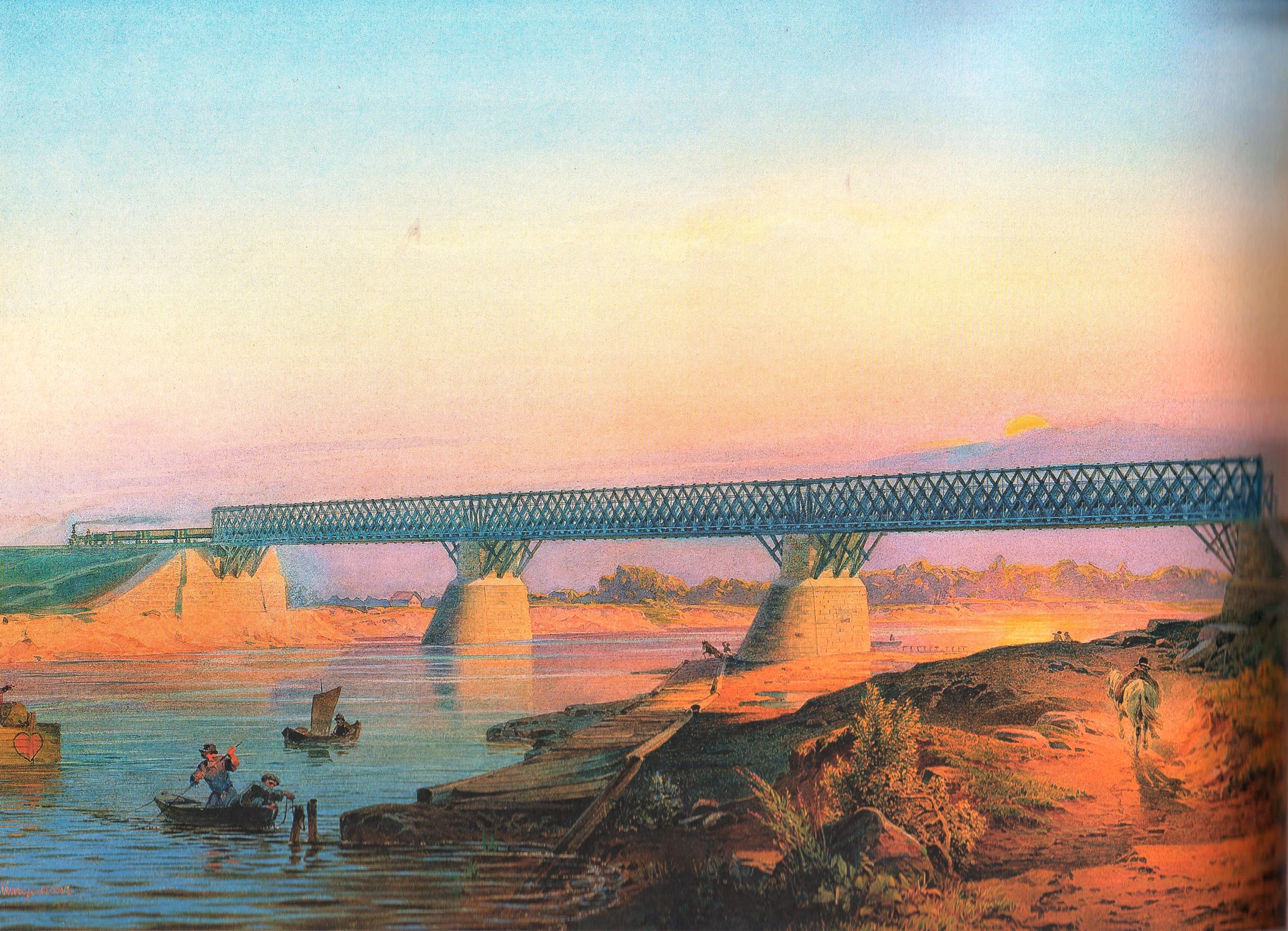
Мост Николаевской железной дороги через Тверцу. Петцольд. Середина XIX века

Вскрывается в первой половине апреля, ледоход длится 3—4 дня, весеннее половодье — 1—1,5 месяцев (до 40 % годового стока), ледяной покров на реке устанавливается в конце ноября. Питание смешанное, однако основным источником являются талые воды.
Среднегодовой расход воды в 40 км от устья — 60,3 м³/с, что соответствует годовому объёму стока 1,9 км³. Модуль стока — 11,2 л/(с × км²). По химическому составу вода Тверцы относится к гидрокарбонатному классу и кальциевой группе, её средняя мутность — 17 г/м³, минерализация — около 300 мг/л.
По данным государственного водного реестра России, река относится к Верхневолжскому бассейновому округу, речной бассейн — (Верхняя) Волга до Куйбышевского водохранилища (без бассейна Оки), речной подбассейн — Волга до Рыбинского водохранилища, водохозяйственный участок — Тверца от истока (Вышневолоцкий гидроузел) до города Твери. Основные притоки — Тигма, Логовежь, Малица, Кузомля, Кава  (левые); Шегра, Осуга (правые).

## Использование

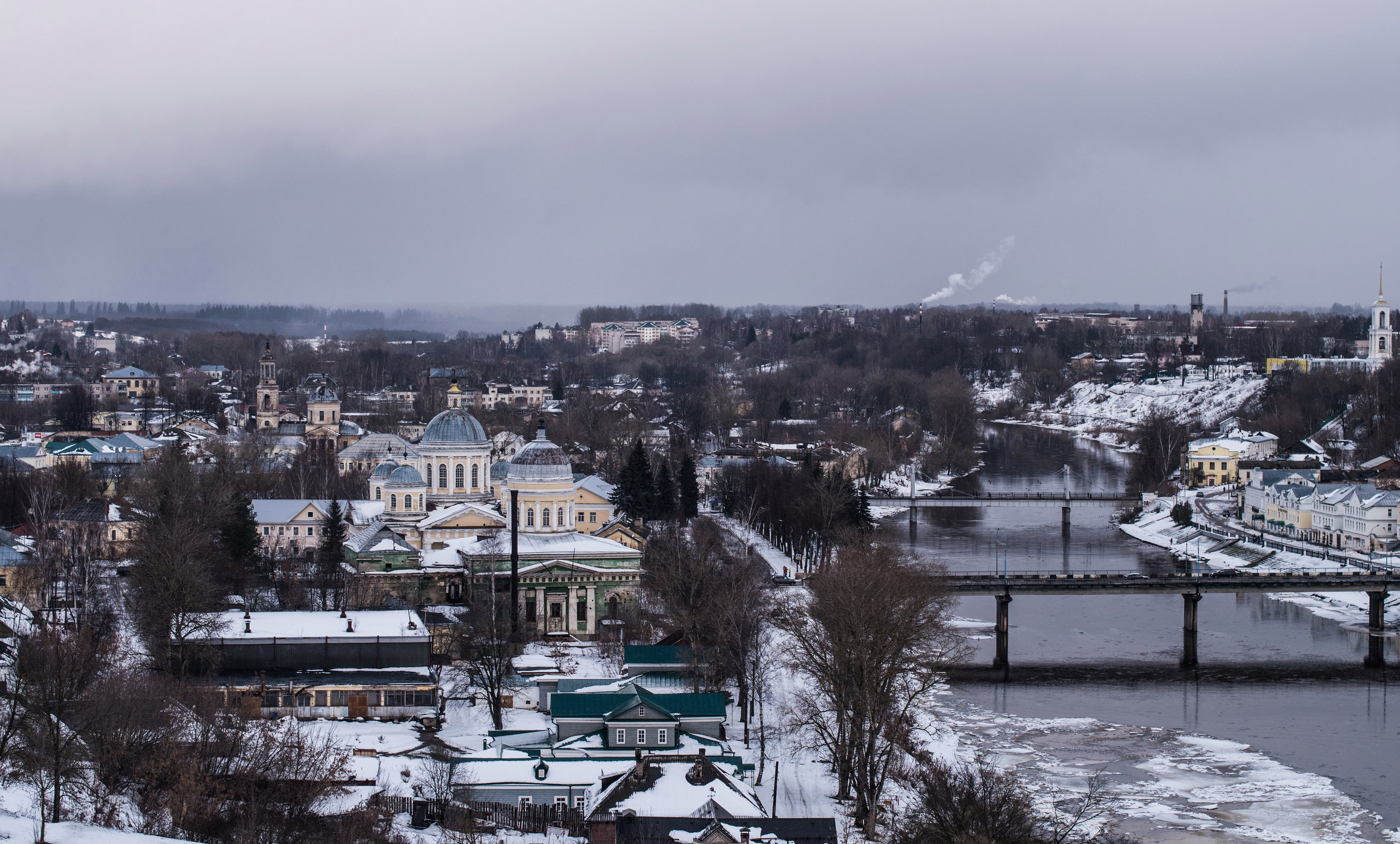
Торжок. Борисоглебский монастырь

С древних времён Тверца являлась частью водного пути из Волги в озеро Ильмень и Великий Новгород, а в 1703—1709 годах, когда река была соединена каналом с Цной и Мстой, став частью Вышневолоцкой водной системы, связавшей бассейны Каспийского и Балтийского морей, — ещё и в Санкт-Петербург. В начале XIX века по Тверце транзитом проходило ежегодно до 5000 судов, однако после открытия Мариинской водной системы Вышневолоцкий водный путь, потеряв значение, пришёл в упадок. Тверца судоходна от деревни Павловское до устья, этот участок протяжённостью 14 км входит в Перечень внутренних водных путей Российской Федерации. В 7,5 км от Твери реку пересекает линия Октябрьской железной дороги. От Вышнего Волочка до Твери река используется туристами для сплава на байдарках.

## Достопримечательности
На Тверце расположены города Вышний Волочёк (45 830 чел.); Торжок (41 116 чел.) с Борисоглебским и Воскресенским монастырями, Спасо-Преображенским собором, церквями и множеством памятников археологии и архитектуры; Тверь (412 806 чел.) с памятниками русской истории; село Медное, которому А. Н. Радищев посвятил главу своей книги «Путешествие из Петербурга в Москву». При впадении в Тверцу двух её правых притоков — Шегры и Осуги — видны высокие курганы — могильники славянских и финских племён. У деревни Прутенки сохранились остатки каменного шлюза, сооружённого в 1709 году для обхода имевшихся в этом месте порогов. В среднем течении находится Тигменский бобровый заказник.